# Obereip

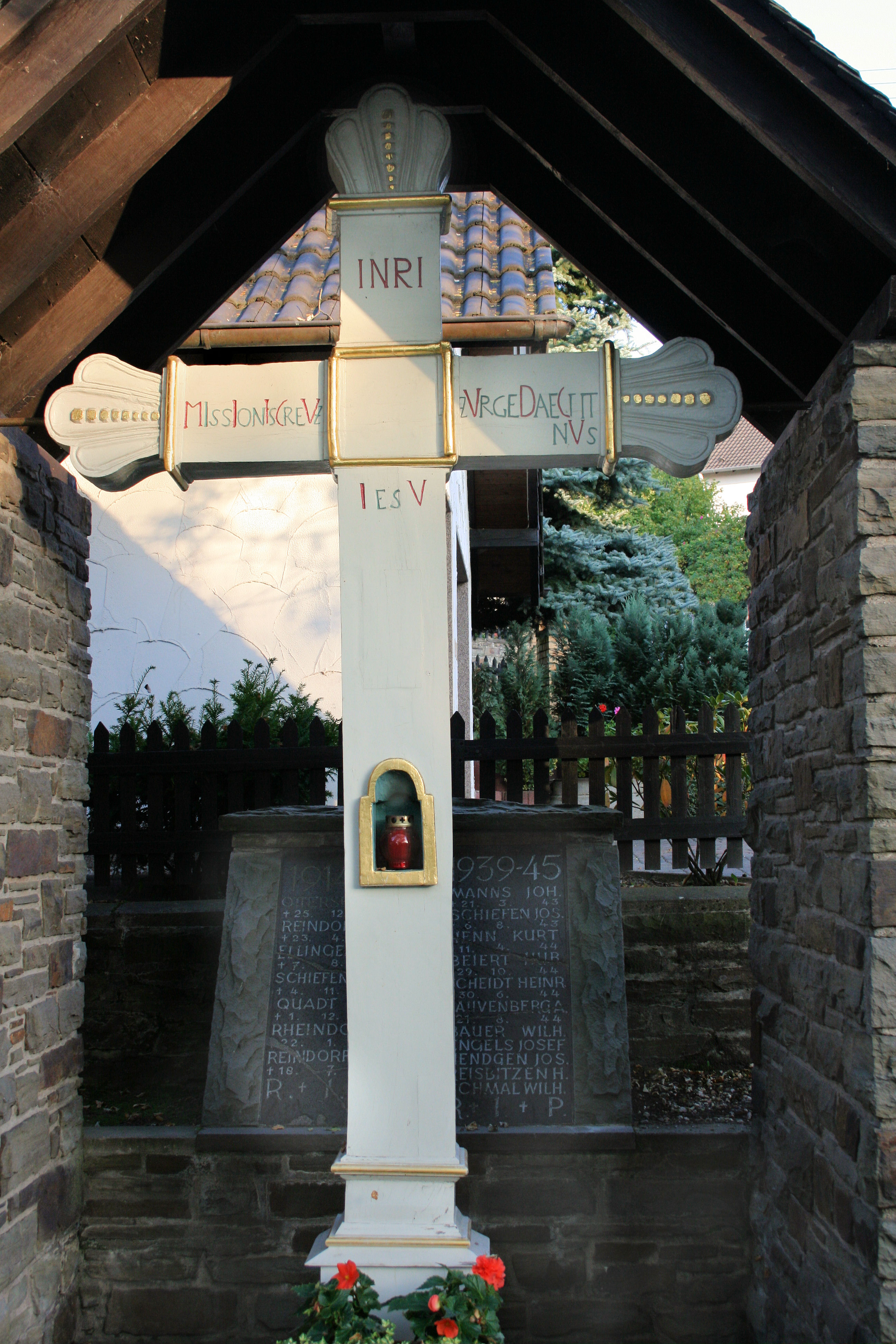
Das denkmalgeschützte Missionskreuz neben der Kapelle

Obereip ist ein Ortsteil der Gemeinde Eitorf im Rhein-Sieg-Kreis.

## Lage
Obereip liegt im Leuscheid auf einer Höhe von 200 bis 260 m ü. NHN. Nachbarorte sind die Obereiper Mühle, Schellberg und Kircheib.

## Einwohner
1821 hatte der Ort 155 Bewohner.
1885 hatte Obereip vierzig Wohngebäude und 174 Einwohner.
1925 waren hier 29 Haushalte verzeichnet.